# Clive Walker
Clive Walker (ur. 26 maja 1957 w Oksfordzie) – angielski piłkarz występujący na pozycji pomocnika głównie w roli skrzydłowego. Jako piłkarz rozegrał ponad 1000 meczów w lidze i pucharach. Karierę skończył po 24 latach gry w 2000r. Obecnie pracuje jako analityk stacji radiowej w BBC London 94.9.